# Eschlkam
Eschlkam este o comună-târg din districtul Cham, regiunea administrativă Palatinatul Superior, landul Bavaria, Germania.